# Бају ла Батр (Алабама)
Бају ла Батр (енгл. Bayou La Batre) град је у америчкој савезној држави Алабама. По попису становништва из 2010. у њему је живело 2.558 становника.

## Демографија
Према попису становништва из 2010. у граду је живело 2.558 становника, што је 245 (10,6%) становника више него 2000. године.
| Група             | 2000.         | 2010.         |
| Белци             | 1.196 (51,7%) | 1.524 (59,6%) |
| Афроамериканци    | 237 (10,2%)   | 314 (12,3%)   |
| Азијати           | 770 (33,3%)   | 583 (22,8%)   |
| Хиспаноамериканци | 44 (1,9%)     | 72 (2,8%)     |
| Укупно            | 2.313         | 2.558         |